# چاهشک
چاهشک، روستایی از توابع بخش طرقبه شهرستان مشهد در استان خراسان رضوی ایران است.

## جمعیت
این روستا در دهستان طرقبه قرار دارد و براساس سرشماری مرکز آمار ایران در سال ۱۳۹۵، جمعیت آن ۳۳۱۷ نفر بوده‌است.